# Língua shelta
Shelta (também conhecida como Gammen, Sheldru, Pavee, Caintíotar ou simplesmente "The Cant") é uma língua falada pelo povo irlandês Pavee. Foi muitas vezes utilizada para ocultar o significado daqueles fora do grupo. A linguagem é encontrada em toda a Irlanda, porém é mais concentrada no Sudeste do país.
Shelta é baseada numa escala originalmente irlandesa com algumas influências do inglês. Shelta porque provém de versões mais antigas do irlandês, era originalmente parte do ramo Goidelic da família da língua celta. No entanto, a sua sintaxe é baseada principalmente no inglês e tem sido fortemente influenciada por outras línguas não-celtas. Como resultado, Shelta tem um carácter muito diferente de outras línguas célticas.